# 十分な生活水準を保持する権利

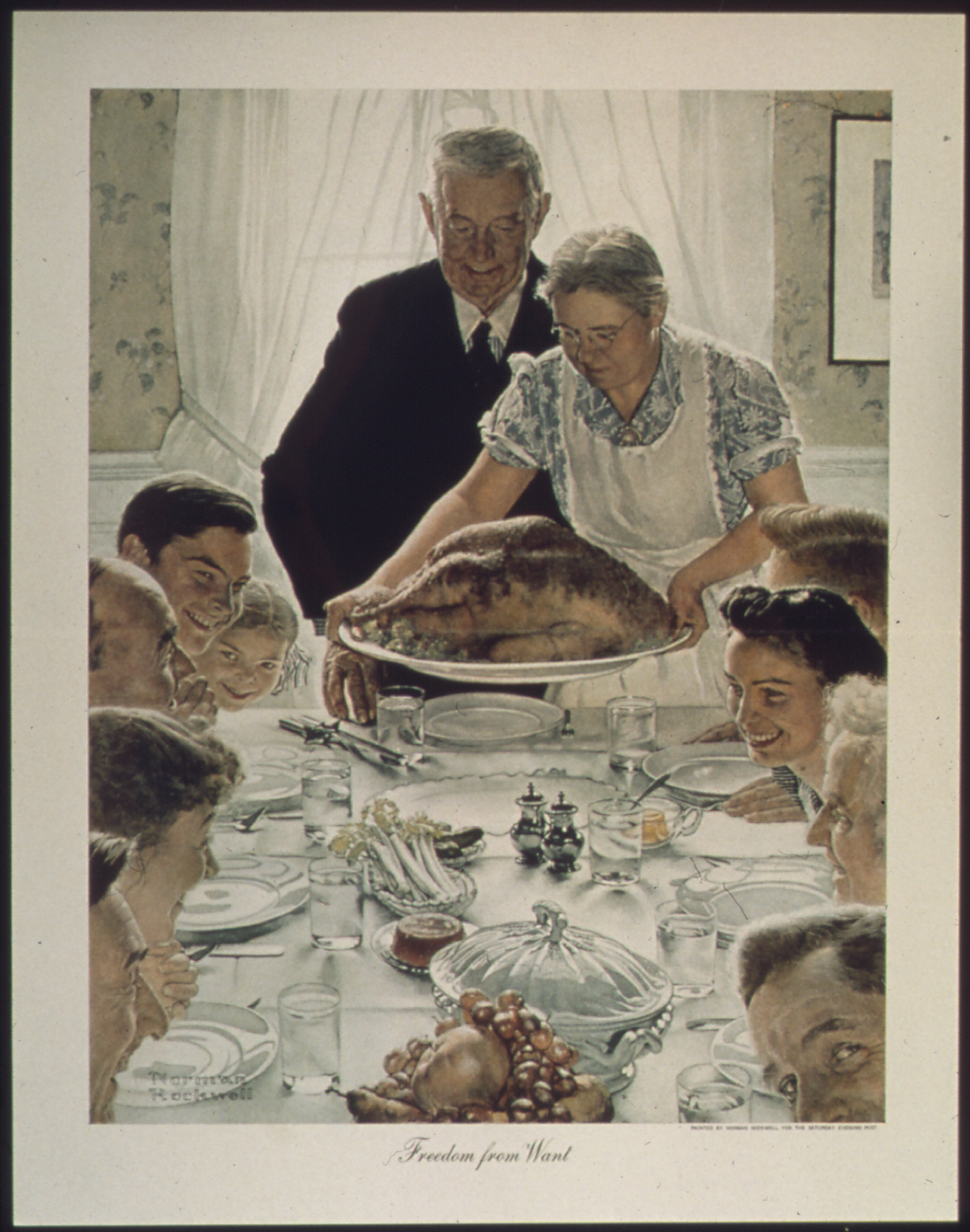
ノーマン・ロックウェルの絵画『欠乏からの自由』

十分な生活水準を保持する権利（じゅうぶんなせいかつすいじゅんをほじするけんり、right to an adequate standard of living）とは、基本的人権の1つである。1948年12月10日に国連総会で採択された世界人権宣言第25条第1項で、次のように規定されている。
Everyone has the right to a standard of living adequate for the health and well-being of himself and of his family, including food, clothing, housing and medical care and necessary social services, and the right to security in the event of unemployment, sickness, disability, widowhood, old age or other lack of livelihood in circumstances beyond his control.—Article 25.1 of the Universal Declaration of Human Rights
日本語訳（外務省による仮訳文）
すべて人は、衣食住、医療及び必要な社会的施設等により、自己及び家族の健康及び福祉に十分な生活水準を保持する権利並びに失業、疾病、心身障害、配偶者の死亡、老齢その他不可抗力による生活不能の場合は、保障を受ける権利を有する。—世界人権宣言第25条第1項
さらに、経済的、社会的及び文化的権利に関する国際規約（国際人権規約A規約）第11条にも規定されている。
この権利は、アメリカ合衆国大統領フランクリン・D・ルーズベルトが1941年1月6日の一般教書演説で発言した「4つの自由」のうちの1つ「欠乏からの自由」(Freedom from want)を前身とするものである。ルーズベルトは、これは世界中のあらゆる人間が持つべき権利であると述べた。ルーズベルトは演説の中で、「欠乏からの自由」について次のように述べている。
The third is freedom from want which, translated into world terms, means economic understandings which will secure to every nation a healthy peacetime life for its inhabitants, everywhere in the world.—President Franklin D. Roosevelt, January 6, 1941.
日本語訳
第三は、世界のあらゆるところにおける、欠乏からの自由です。わかりやすく言えば、全ての国がその国民に対し健全で平穏な生活を確保するための経済的理解を意味します。—1941年1月6日の連邦議会でのフランクリン・D・ルーズベルトの演説より抜粋